# قرار مجلس الأمن التابع للأمم المتحدة رقم 2209
قرار مجلس الأمن التابع للأمم المتحدة رقم 2209، المتخذ في 6 مارس 2015. أدان أي استخدام للمواد الكيميائية كسلاح في الحرب الأهلية السورية وهدد باستخدام القوة إذا استخدمت الأسلحة الكيميائية مرة أخرى في الصراع. وصدر القرار بتأييد 14 عضوا مع امتناع واحد من فنزويلا.

## وصلات خارجية
- نص القرار على undocs.org